# Ślad ekologiczny

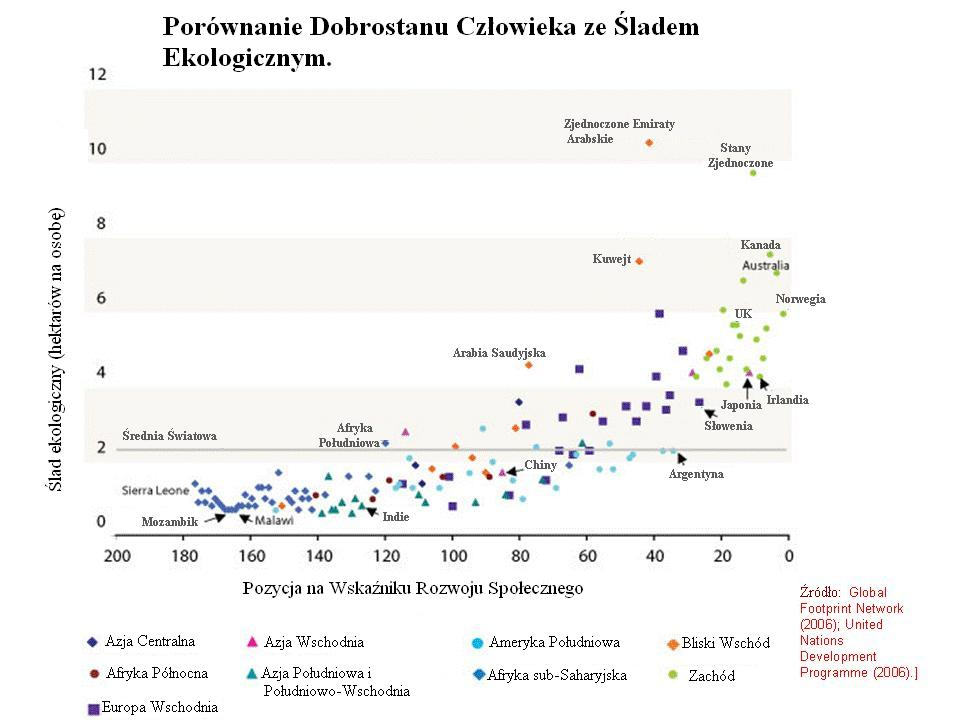
Ślad ekologiczny poszczególnych krajów w porównaniu ze wskaźnikiem ich rozwoju

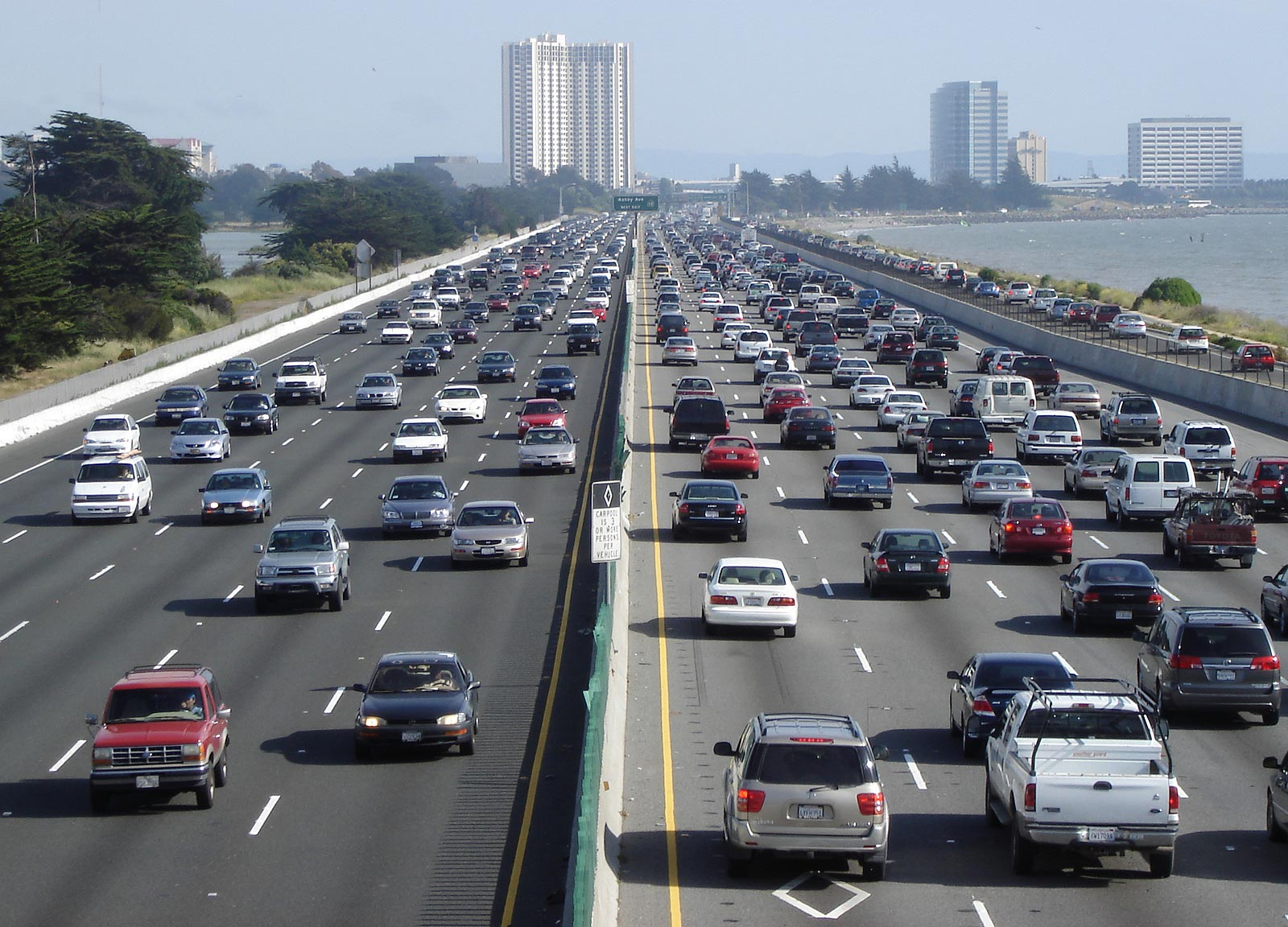
Uzależnieni od jazdy samochodem Amerykanie zostawiają znacznie większy ślad ekologiczny niż inne państwa zachodnie

Mapa państw świata według wielkości śladu ekologicznego

Ślad ekologiczny – wskaźnik umożliwiający oszacowanie zużycia zasobów naturalnych w stosunku do możliwości ich odtworzenia przez Ziemię. Stanowi podstawę analizy zapotrzebowania człowieka na zasoby naturalne biosfery. Porównywana jest ludzka konsumpcja zasobów naturalnych ze zdolnością planety Ziemi do ich regeneracji. Ślad ekologiczny to szacowana liczba hektarów powierzchni lądu i morza potrzebna do rekompensacji zasobów zużytych na konsumpcję i absorpcję odpadów. Ślad mierzony jest w globalnych hektarach (gha) na osobę.

## Przyczyny
Europejska Agencja Środowiska wymienia eksploatację ziemi, wzorce konsumpcyjne i modele handlowe jako największe zagrożenia przyrodnicze w Europie. Obecnie największym wyzwaniem są zanieczyszczenia ze źródeł rozproszonych.

## Ślad ekologiczny Polski
Według raportu WWF Europa 2007, mimo że wszystkie kraje Unii Europejskiej pogłębiają ekologiczny deficyt Ziemi, Polska zajmuje 20. pozycję z 24 analizowanych państw UE. Mniejszy ślad ekologiczny zostawiają tylko Bułgaria, Słowacja, Łotwa i Rumunia.
Mimo że Polacy nadal eksploatują prawie 2 razy więcej niż wynoszą zasoby naturalne kraju, od 1990 r. udało się zmniejszyć deficyt ekologiczny z 3,83 globalnych ha na mieszkańca do 3,3 gha na mieszkańca.